# Serie C 1952-1953 (pallacanestro maschile)
Il campionato di Serie C di pallacanestro maschile 1952-1953 è stato il quinto organizzato nel secondo dopoguerra in Italia.
Si tratta di un torneo a carattere interregionale composto da 16 gironi. Le società prime classificate in ogni girone, parteciperanno a quattro concentramenti interzona, le prime due classificate di ogni concentramento saranno promosse e disputeranno la Serie B, le retrocesse la Prima Divisione.

## Stagione regolare

### Girone A
Squadre Partecipanti: Ginnastica Torino (B); Onda Pavia; Fulgor Bra; Libertas Biella; CUS Pavia; Libertas Vercelli, RIV Torino; Casale Monferrato.
Ammessa al girone finale di promozione: RIV Torino

### Girone B
Squadre partecipanti: Pallacanestro Pavia (B); Doppieri Novara; Pietro Micca Biella; Benaglia Pavia; Olimpia Voghera; Milenka Cantù; Mortarese; Full Como.
Ammessa al girone finale di promozione: Milenka Cantù

### Girone C
Squadre partecipanti: DL Ferrov. Bologna; Lanerossi Schio; Marzotto Valdagno; Pall. Vicenza; Pall. Mantova; Petrarca Padova; Lancia Bolzano; DL Ferrov. Bolzano.
Ammessa al girone finale di promozione: Lancia Bolzano

### Girone D
Squadre partecipanti: Reyer Venezia B; Enal Treviso; Padova Sport; Astoria Bassano; Viscosa Padova; Polisp. Bondeno; Olimpia Ferrara;
Ammessa al girone finale di promozione: Padova Sport

### Girone E
Squadre partecipanti:APU Udine; CDRA Monfalcone; Straccis Gorizia, CRDA Trieste, Cotonificio Veneziano Pordenone, Acegat Trieste, Don Bosco Trieste, Audace Trieste.
Ammessa al girone finale di promozione: 1^ APU Udine (12-2).

### Girone F
Squadre partecipanti: Cestistica Sanremo; Ospedaletti; CUS Genova; U.S. Imperia; Tommaseo; S. Margherita; Sampierdarena; U.S. Maurina.
Ammessa al girone finale promozione: U.S. Maurina

### Girone G
Squadre partecipanti: Sef Virtus B; Latterie Riunite Reggio Emilia; Campi Bisenzio; Comb. Pistoia; Olimpia Piacenza; CUS Modena; Montecatini; Società Cestistica Mazzini
Ammessa al girone finale promozione: Società Cestistica Mazzini

### Girone H
Squadre partecipanti: Libertas Forlì, ASSI Massalombarda, Libertas Rimini, Victoria Benelli Pesaro, Jesi, Libertas Ancona, Olimpia Ravenna; Renato Serra Cesena.
Ammessa al girone finale di promozione: Olimpia Ravenna

### Girone I
Squadre partecipanti:Libertas Livorno; Shell Spezia; Amatori Carrara; U.S. Piombino; CUS Pisa; ECI Viareggio; Solvay S.Carlo; Landini Lerici
Ammessa al girone finale promozione: Amatori Carrara

### Girone L
Squadre partecipanti: Mens Sana Basket; Libertas Pisa; Affrico Firenze; Virtus Carrara; Castelfiorentino; Libertas Viareggio; Montevarchi; Prol. Piombino
Ammessa al girone finale promozione: Mens Sana Siena

### Girone M
Squadre partecipanti: Edera Macerata; Stabili Ascoli piceno; Cestistica Rosetana; Sangiorgese; Libertas Spoleto; Fiamma Chieti; Aterno Pescara
Ammessa al girone finale promozione: Cestistica Rosetana

### Girone N
Squadre partecipanti: P.T.T. Roma; Stella Azzurra Roma; III ZAT Roma; Robur Spoleto; Italfortitudo Roma B; S.S. Lazio; Ex Alunni Massimo Roma; CSI Foligno.
Ammessa al girone finale promozione: Stella Azzurra Roma

### Girone O
Squadre partecipanti: Libertas Formia; Ginnastica Latina; Polisportiva Marcacci Napoli; CUS Napoli; Libertas Caserta; Juve Caserta; C.C.C. Napoli; Pallacanestro Napoli
Ammessa al girone finale di promozione:  Polisportiva Marcacci Napoli

### Girone P
Squadre partecipanti: Partenope B; Libertas Benevento; Cisa Viscosa; Scandone Avellino; Fermi Salerno; Juventus Napoli; Fiamma Salerno; S.S. Portici
Ammessa al girone finale di promozione: Libertas Benevento

### Girone Q
Squadre Partecipanti: Angiulli Bari; A.S. Foggia; Libertas Taranto; Polisp. Trani; IV ZAT Bari; Libertas Bari.
Ammessa al girone finale di promozione: Angiulli Bari

### Girone R

#### Classifica
|  |    | Classifica finale 1952-1953 | Pt | G  | V  | N | P | PtF | PtS |
|  | -- | --------------------------- | -- | -- | -- | - | - | --- | --- |
|  | 1. | CUS Messina                 | 22 | 12 | 11 | 0 | 1 | 655 | 450 |
|  | 2. | Scalfaro Catanzaro          | 15 | 12 | 7  | 1 | 4 | 379 | 361 |
|  | 3. | Cus Palermo                 | 12 | 12 | 6  | 0 | 6 | 443 | 469 |
|  | 4. | Vilardi Reggio Calabria     | 12 | 12 | 6  | 0 | 6 | 387 | 410 |
|  | 5. | S.C.Giarre                  | 11 | 12 | 5  | 1 | 6 | 443 | 457 |
|  | 6. | SS Indomita Cosenza         | 8  | 12 | 4  | 0 | 8 | 428 | 419 |
|  | 7. | C.S.I. Palmi                | 4  | 12 | 1  | 2 | 9 | 318 | 487 |

- Il CUS Messina qualificato alla finale interzona per la promozione in Serie B

#### Risultati
| Prima giornata |                          |        |
| 7 dic.         |                          | 8 feb. |
| 19-32          | CSI Palmi-Vilardi Reggio | 16-30  |
| 48-31          | Cus Messina-Catanzaro    | 42-43  |
| 36-33          | Giarre-CUS Palermo       | 43-44  |
|                | riposa: Cosenza          |        |

| Quarta giornata |                         |        |
| 4 gen.          |                         | 1 mar. |
| 47-68           | Cus Palermo-Cus Messina | 49-85  |
| 32-19           | Catanzaro-Palmi         | 31-31  |
| 35-32           | Cosenza-Vilardi RC      | 24-37  |
|                 | Riposa: Giarre          |        |

| Settima giornata |                   |         |
| 25 gen.          |                   | 22 mar. |
| 29-52            | Palmi-CUS Messina | 35-55   |
| 39-37            | Reggio-Giarre     | 33-45   |
| 24-30            | Cosenza-Catanzaro | 19-34   |
|                  | Riposa: Palermo   |         |

| Seconda giornata |                        |         |
| 14 dic.          |                        | 15 feb. |
| 27-41            | Vilardi RC-Cus Messina | 27-55   |
| 56-35            | Cosenza-Giarre         | 23-27   |
| 50-28            | CUS Palermo-CSI Palmi  | 44-37   |
|                  | riposa: Catanzaro      |         |

| Quinta giornata |                         |        |
| 11 gen.         |                         | 8 mar. |
| 38-26           | Cus Messina-Giarre      | 64-47  |
| 40-26           | Vilardi-Catanzaro       | 23-44  |
| 38-32           | Cus Palermo-Indomita Cs | 31-36  |
|                 | Riposa: CSI Palmi       |        |

| Terza giornata |                     |         |
| 21 dic.        |                     | 22 feb. |
| 41-35          | Giarre-Catanzaro    | 35-36   |
| 29-27          | Palmi-Cosenza       | 19-63   |
| 36-31          | Vilardi-Cus Palermo | 31-37   |
|                | riposa: Cus Messina |         |

| Sesta giornata |                       |         |
| 18 gen.        |                       | 15 mar. |
| 51-38          | Cus Messina-Cosenza   | 56-51   |
| 39-35          | Cus Palermo-Catanzaro | 0-2     |
| 33-18          | Giarre-Palmi          | 38-38   |
|                | riposa: Vilardi RC    |         |

## Poule Promozione Interzona

### Girone A

#### Classifica
|  |    | Classifica finale 1952-1953 | Pt | G | V | N | P | PtF | PtS |
|  | -- | --------------------------- | -- | - | - | - | - | --- | --- |
|  | 1. | Milenka Cantù               | 10 | 6 | 5 | 0 | 1 | 307 | 253 |
|  | 2. | RIV Torino                  | 8  | 6 | 4 | 0 | 2 | 306 | 285 |
|  | 3. | Amatori Carrara             | 6  | 6 | 3 | 0 | 3 | 303 | 287 |
|  | 4. | U.S. Maurina                | 0  | 6 | 0 | 0 | 6 | 258 | 349 |

#### Risultati
| Risultati       | CAN   | MAU   | TOR   | CAR   |
| --------------- | ----- | ----- | ----- | ----- |
| Milenka Cantù   |       | 50-26 | 45-36 | 46-43 |
| U.S. Maurina    | 51-73 |       | 52-53 | 59-60 |
| RIV Torino      | 41-49 | 67-41 |       | 60-51 |
| Amatori Carrara | 56-44 | 46-29 | 47-49 |       |

### Girone B

#### Classifica
|  |    | Classifica finale 1952-1953 | Pt | G | V | N | P | PtF | PtS |
|  | -- | --------------------------- | -- | - | - | - | - | --- | --- |
|  | 1. | A.P. Udine                  | 10 | 5 | 5 | 0 | 0 | 130 | 103 |
|  | 2. | Padova Sport                | 8  | 5 | 4 | 0 | 1 | 222 | 188 |
|  | 3. | Lancia Bolzano              | 4  | 6 | 2 | 0 | 4 | 183 | 177 |
|  | 4. | Olimpia Ravenna             | 0  | 6 | 0 | 0 | 6 | 158 | 225 |

#### Risultati
| Risultati       | UDI   | RAV   | BOL   | PAD   |
| --------------- | ----- | ----- | ----- | ----- |
| A.P. Udine      |       | 2-0   | 38-35 | 52-40 |
| Olimpia Ravenna | 28-36 |       | 28-32 | 37-54 |
| Lancia Bolzano  | 0-2   | 49-33 |       | 34-38 |
| Padova Sport    | -     | 52-32 | 38-33 |       |

### Girone C

#### Classifica
|  |    | Classifica finale 1952-1953 | Pt | G | V | N | P | PtF | PtS |
|  | -- | --------------------------- | -- | - | - | - | - | --- | --- |
|  | 1. | Stella Azzurra Roma         | 8  | 6 | 4 | 0 | 2 | 277 | 242 |
|  | 2. | Cestistica Mazzini Bologna  | 8  | 6 | 4 | 0 | 2 | 173 | 157 |
|  | 3. | Mens Sana Siena             | 8  | 6 | 4 | 0 | 2 | 280 | 264 |
|  | 4. | Cestistica Rosetana         | 0  | 6 | 0 | 0 | 6 | 204 | 271 |

- La Mens Sana Siena viene eliminata agli spareggi (Perugia)

#### Risultati
| Risultati                  | SAR   | BOL   | SIE   | ROS   |
| -------------------------- | ----- | ----- | ----- | ----- |
| Stella Azzurra Roma        |       | 42-36 | 50-52 | 71-42 |
| Cestistica Mazzini Bologna | 24-27 |       | 36-28 | 2-0   |
| Mens Sana Siena            | 40-34 | 43-47 |       | 56-46 |
| Cestistica Rosetana        | 48-53 | 17-28 | 51-61 |       |

### Girone D

#### Classifica
|  |    | Classifica finale 1952-1953 | Pt | G | V | N | P | PtF | PtS |
|  | -- | --------------------------- | -- | - | - | - | - | --- | --- |
|  | 1. | Polisp.va Marcacci Napoli   | 12 | 6 | 6 | 0 | 0 | 348 | 267 |
|  | 2. | CUS Messina                 | 6  | 6 | 3 | 0 | 3 | 326 | 260 |
|  | 3. | Libertas Benevento          | 4  | 6 | 2 | 0 | 4 | 283 | 334 |
|  | 4. | Angiulli Bari               | 2  | 6 | 1 | 0 | 5 | 267 | 363 |

#### Risultati
| Risultati          | BAR   | BEN   | MES   | NAP   |
| ------------------ | ----- | ----- | ----- | ----- |
| Angiulli Bari      |       | 63-44 | 28-53 | 48-67 |
| Libertas Benevento | 64-48 |       | 51-45 | 37-57 |
| CUS Messina        | 69-46 | 72-36 |       | 38-48 |
| Marcacci Napoli    | 66-44 | 60-51 | 50-49 |       |

## Verdetti
- Promosse in Serie B:  G.S. RIV Torino; Milenka Cantù; APU Udine;     Padova Sport;     Polisportiva Marcacci Napoli; Stella Azzurra Roma; Cestistica Mazzini Bologna; CUS Messina